# Houda Benyamina
Houda Benyamina o Uda Benyamina es una directora francesa nacida en 1980.

## Filmografía
- 2006 : Paris vs Banlieue (cortometraje)
- 2006 : Taxiphone Francaoui (cortometraje)
- 2006 : Le clou en chasse un autre (cortometraje)
- 2008 : Ma poubelle géante (cortometraje)
- 2011 : Sur la route du paradis (largometraje)
- 2016 : Divines
- 2018 / 2019 : For Assia[1]
- 2020 - The Eddy (serie de televisión - 2 episodios)

## Premios y distinciones
Festival Internacional de Cine de Cannes
| Año  | Categoría   | Película | Resultado |
| ---- | ----------- | -------- | --------- |
| 2016 | Caméra d'Or | Divines  | Ganador   |